# Hoffmannia williamsii
Hoffmannia williamsii är en måreväxtart som beskrevs av Paul Carpenter Standley. Hoffmannia williamsii ingår i släktet Hoffmannia och familjen måreväxter. Inga underarter finns listade i Catalogue of Life.